# آدم لويس
آدم لويس (بالإنجليزية: Adam Lewis)‏ هو لاعب كرة قدم بريطاني في مركز ظهير ‏، ولد في 8 نوفمبر 1999 في ليفربول في المملكة المتحدة. لعب مع نادي ليفربول.

## وصلات خارجية
- آدم لويس على موقع الاتحاد الأوربي (الإنجليزية)
- آدم لويس على موقع إي إس بي إن إف سي (الإنجليزية)
- آدم لويس على موقع قاعدة بيانات كرة القدم.إي يو (الإنجليزية)
- آدم لويس على موقع ليكيب (الفرنسية)
- آدم لويس على موقع Soccerbase.com (لاعب) (الإنجليزية)
- آدم لويس على موقع Soccerway.com (الإنجليزية)
- آدم لويس على موقع عالم كرة القدم.نت (الإنجليزية)